# Аннікен Гаугліє
Аннікен Гаугліє (англ. Anniken Hauglie; 10 вересня 1972, Осло) — норвезька політична діячка, член партії Хейре, міністр праці та соціального забезпечення Норвегії (з грудня 2015 року).

## Освіта
Аннікен закінчила Університет Осло в 2000 році, спеціальність «соціологія». У 2006 році вона також отримала кваліфікацію з управління проєктами у BI Norwegian Business School.

## Політична кар'єра
З січня 2010 року по жовтень 2013 року Аннікен була комісаром з соціальних служб в Осло та начальником служби у справах дітей, наркоманії та соціальних служб Департаменту похилого віку та соціальних служб. З 2011 року вона розширила свої обов'язки та стала комісаром з питань охорони здоров'я та соціальних послуг. У жовтні 2013 року Гаугліє стала комісаром з питань знань та освіти і залишилася на цій посаді в уряді Солберги у 2015 році.
Гаугліє раніше працювала у Норвезькій раді споживачів та політичним радником Міністерства соціальних справ, радником із соціальної політики у другому уряді Брунневіка (2001—2005 рр.). Також вона працювала радником з соціальної політики в парламентській групі Консервативної партії до 2010 року.
Вона відома своєю позицією щодо заборони проституції в країні.